# Bagan Besar
Bagan Besar is een bestuurslaag in het regentschap Dumai van de provincie Riau, Indonesië. Bagan Besar telt 12.402 inwoners (volkstelling 2010).